# Бежечки врх
Бежечки врх (рус. Бежецкий верх) моренско је узвишење у виду побрђа на истоку Тверске области, у европском делу Руске Федерације, у басену горњег дела тока реке Волге.
Представља један сегмент знатно пространије моренске греде настале на месту некадашњег моћног скандинавског ледника који се простирао све од Висле до Урала. У структурној основи налазе се огромне стене и крупни сегменти камења, док су површински слојеви прекривени ледничким глинама и песковима.
Побрђе се протеже у смеру југозапад-североисток дужином од око 100 км, и има облик лука са закривљеним делом у смеру југоистока. Простире се преко територија Бежецког, Кесовогорског, Краснохолмског, Рамешког и Сонковског рејона.
На обронцима овог побрђа свој ток почињу реке Кашинка, Корожечна, Могоча, Молога, Сит и друге.